# Mucor fragilis
Mucor fragilis är en svampart som beskrevs av Bainier 1884. Mucor fragilis ingår i släktet Mucor och familjen Mucoraceae.   Inga underarter finns listade i Catalogue of Life.